# Pseudopallene reflexa
Pseudopallene reflexa là một loài nhện biển trong họ Callipallenidae. Loài này thuộc chi Pseudopallene. Pseudopallene reflexa được miêu tả khoa học năm 1968 bởi Stock.